# Sophie Stenbeck
Sophie Stenbeck, född 2 maj 1980, är en amerikansk-svensk filantrop och företagare. Hon är bosatt i USA och dotter till Jan Stenbeck, syster till Cristina, Hugo och Max Stenbeck samt halvsyster till Felix Granander genom fadern. Hon är grundare/medgrundare och styrelseledamot av ett flertal investmentbolag och filantropiska organisationer, bland annat organisationen Remedee och World Childhood Foundation. Stenbeck är även styrelseordförande i Hugo Stenbecks stiftelse i Sverige.

## Utbildning
Sophie Stenbeck har tagit examen vid New York University i engelsk och amerikansk litteratur.

## Karriär
Mellan 2003 och 2005 arbetade Sophie Stenbeck som Brand Manager för Metro International.  Tidningen Affärsvärlden listade henne tillsammans med sin syster Cristina Stenbeck som femma på listan 100 mäktigaste under 40 år. Senare har hon börjat arbeta mer inriktat på välgörenhet. Bland annat grundade hon 2007 den ideella organisationen Remedee, som hjälper ungdomar att upptäcka och stärka sin egen röst genom medier. Sophie är också Kinnevikgruppens CSR-ambassadör och styrelsemedlem i Drottning Silvias World Childhood Foundation. 2010 blev hon tillsammans med Sara Damber utsedd till Årets sociala kapitalist för arbetet med Playing for change av Veckans affärer och Sparbankerna. Playing for change var ett projekt där sociala entreprenörer gavs möjlighet att bedriva sina projekt.

## Privatliv
Stenbeck födde en dotter 2013.